# Odontopera variegata
Odontopera variegata là một loài bướm đêm trong họ Geometridae.